# 囊毛鱼黄草
囊毛鱼黄草（学名：Merremia sibirica var. vesiculosa）为旋花科鱼黄草属北鱼黄草的变种。分布于中国大陆的四川、云南等地，生长于海拔2,350米至2,850米的地区，多生长于江边箐沟灌丛中。